# OneCo Cycling Team/Saison 2013
Dieser Artikel listet Erfolge und Fahrer des Radsportteams OneCo Cycling Teams in der Saison 2013 auf.

## Abgänge – Zugänge
| Zugänge               | Team 2012     | Abgänge                         | Team 2013                     |
| --------------------- | ------------- | ------------------------------- | ----------------------------- |
| Niklas Åkvik          | Plussbank-BMC | Elias Angell Spikseth           | Frøy-Bianchi                  |
| Øystein Stake Laengen | Plussbank-BMC | Linus Dahlberg                  | Team People4you-Unaas Cycling |
| Marius Ness Haave     | Neoprofi      | Ola Haug                        | Unbekannt                     |
|                       |               | Vegard Nyhus                    | Unbekannt                     |
|                       |               | Martin Stendahl                 | Unbekannt                     |
|                       |               | Kristian Forbord (bis 31. Juli) | Unbekannt                     |

## Mannschaft
| Name                  | Geburtstag         | Nationalität |
| --------------------- | ------------------ | ------------ |
| Niklas Åkvik          | 31. März 1989      | Norwegen     |
| Jon Einar Bergsland   | 24. August 1981    | Norwegen     |
| Magnus Børresen       | 18. September 1988 | Norwegen     |
| Marius Ness Haave     | 18. Februar 1986   | Norwegen     |
| Krister Hagen         | 12. Januar 1989    | Norwegen     |
| Christian Hannestad   | 2. März 1992       | Norwegen     |
| Phan Åge Haugård      | 13. Mai 1992       | Norwegen     |
| Sondre Moen Hurum     | 2. Dezember 1988   | Norwegen     |
| Øystein Stake Laengen | 7. Februar 1989    | Norwegen     |
| Andreas Landa         | 24. April 1988     | Norwegen     |